# Peter Dahlberg
Peter Dahlberg (ook Petter Dahlberg) (27 mei 1954) is een Zweedse voormalige golfprofessional.
Dahlberg speelt op de Europese Senior Tour. Zijn eerste toernooi op de Europese PGA Tour speelde hij in 1984, zijn beste resultaat was in 1990, toen hij op de 16de plaats eindigde op het PLM Open.

## Senior Tour
In 2009 was hij de beste senior speler op de internationale Open Golf Tour, een serie toernooien aan de Costa del Sol, waar 40 internationale professionals aan meedoen. Hij is vooral actief in de Champions Tour. 